# Bhágavata-purána

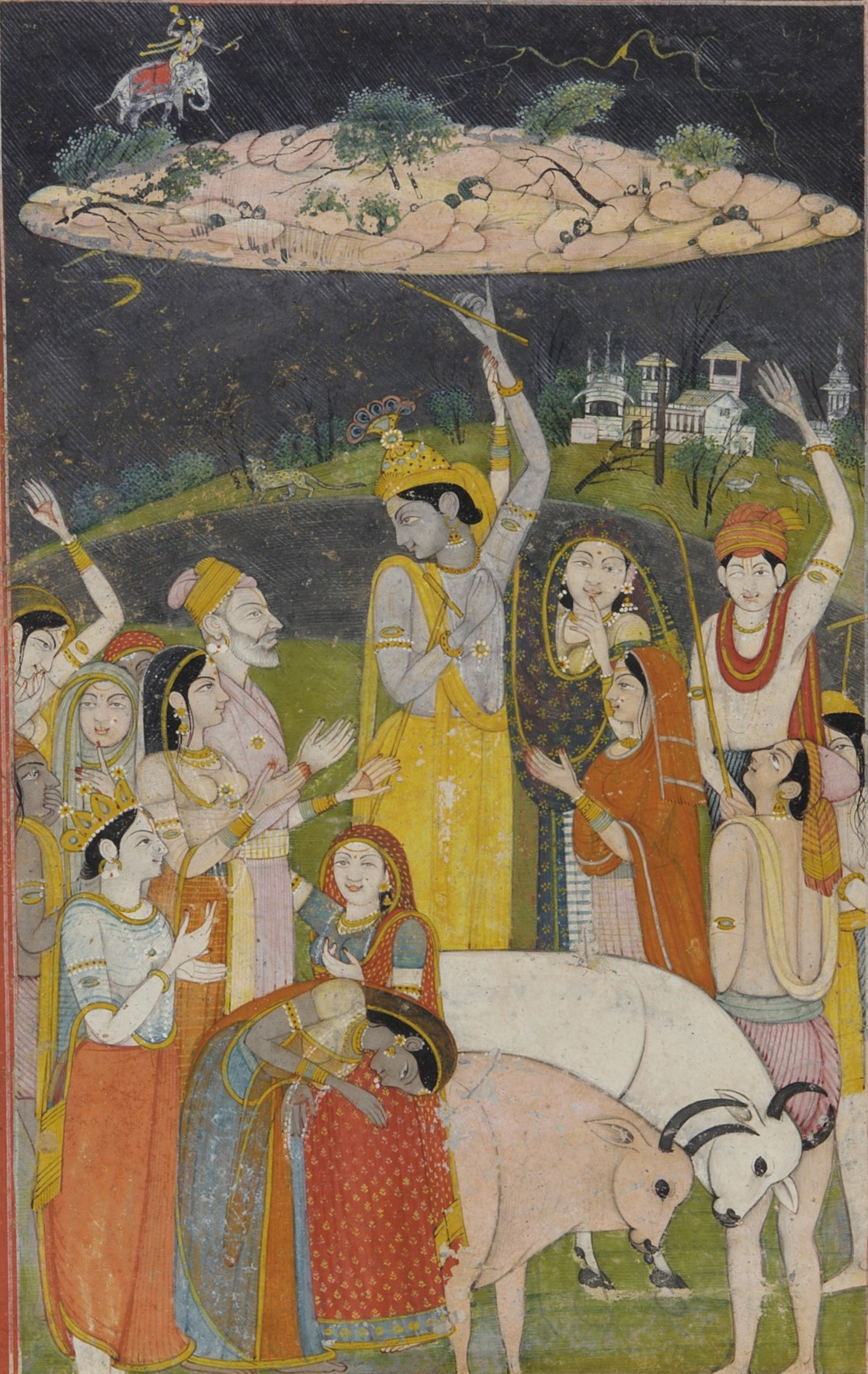
Krisna ábrázolása a Bhágavata-puránában: a hegyet felelmelve megvédi az embereket és állataikat a felhőszakadástól

A Bhágavata-purána   (dévanágari: भागवतपुराण, IAST: Bhāgavata-Purāṇa) vagy Srímad Bhágavatam egyike a 18 fő puránának, a hinduizmus szent hagyományának, szent iratainak, a szmritinek része, mind közül a legnépszerűbb. A védikus szanszkrit irodalom kimagasló alkotása. A Bhágavata széles körben elismert, mint a legismertebb és legbefolyásosabb a puránák közül és néha az „ötödik Védának” is tekintik. Ez volt az első a puránák közül, amelyet európai nyelvre fordítottak. Egyik legteljesebb, irodalmi szintű, magyarázatokkal ellátott angol nyelvű fordítását (1-10. könyv) A. C. Bhaktivedánta Szvámi Prabhupáda készítette el.
A bhágavata jelentése, „ami  istenre vonatkozik” (itt az istenség megjelenési formája Visnu, és az ő egyik legfontosabb  megtestesülése Krisna).  A Bhágavata-purána azoknak a történeteit tartalmazza, akik életüket istennek szentelték.
A művet a legtöbben a Mahábhárata szerzőjének, Vjászának tulajdonítják. Valószínűleg Dél-Indiában, dravida területeken születhetett, mert néhány fejezete az alvárokra a tamil költőszentekre utal, akik dravida nyelvterületen működtek a hatodik és kilencedik század között.
A mű 18 000 verset tartalmaz, 332 fejezetben  12 fő szakaszra (könyvekre) osztva. A 10. rész a legnépszerűbb, ez tartalmazza  Krisna életének történéseit Vrindavanban, a  gyilkos démonok leküzdését, gyerekkori kalandjait, enyelgéseit a tehénpásztorok feleségeivel, a gopikkal.
A Bhágavatam a bhaktizmus előfutára,  magasztalja az Isten iránti odaadást, mint a  legmagasabbrendű és legtermészetesebb utat Istenhez. Sem a tudás önmagában (dnyána), sem pedig még a legjámborabb cselekvés nem alkalmas a legfőbb istenség eléréséhez, csak a rendíthetetlen odaadás. A Bhágavatam szellemében egyetért azokkal a védánta-filozófusokkal, akik minden pozitív dologban isten mérhetetlen jóságát és megnyilvánulási formáját látják. Ezek a filozófusok egyenlőnek hirdetik  a „végső valóság” (brahman)  és az átman („végső önvaló”) fogalmát, ahogy az upanisadokban  Visnu vagy Krisna is megjelenik.  A  Bhágavata-purána szerint minden egyéni lélek örökké létező, különálló és valóságos, amelynek célja az örök körforgás alóli felszabadulás („moksa”) amit csak Isten adhat meg az élőlények számára.

## Tartalma
Eredetileg Vjászának, a költőszentnek a  Védánta-szútrához kapcsolódó magyarázatait tartalmazta. Kilenc éneken keresztül vezet el Isten megismerésének legmagasabb szintjéig. A tizedik énekben azonban már Krisna transzcendentális cselekedeteinek leírásával találkozunk.   

### 1. könyv
Bevezetés a Bhágavatamba, előtörténet, amelyben a kerettörténet kerül ismertetésre, illetve itt vetődik fel az a  kérdés, miért volt szükség a mű megírására, milyen kérdésekre kíván választ adni a mű.
Vjásza, az isteni ihletettségű  történetmondó   elmeséli fiának, Suka Goszváminak a Bhágavatamot. Az akkori Delhiben, Hasztinápurában uralkodó szent király Paríksit érezvén halála közeledtét, magához hívatja Sukát, hogy a Jamuna partján összegyült szentek társaságában mesélje el neki a Bhágavatamot, hét nap van hátra az életéből, szeretné megtudni a végső választ, mi Isten és a világmindenség természete, az igaz hívő milyen cselekedetekkel, imával  juthat el hozzá. A bölcsek hét napon át figyelmesen hallgatták az elbeszélést, majd a király halála után szétszéledtek, emlékezetükben szóról szóra megtartva a hallottakat.
A bölcsek között volt Szúta Goszvámi is, aki a Káli-juga kezdetekor Naimisáranja erdejében imára összegyűlt szent emberek (risik) számára felidézte a történetet. A könyvek két párbeszéd köré épülnek, egyrészt az eredeti  Paríksit király kérdései, másrészt a naimisáranjai erdei bölcsek felvetései határozzák meg az elbeszélés szerkezetét. Ezen felül visszautal Vaszudéva (Krisna apja) és tanítómestere, Nárada Múni filozófiai természetű párbeszédére is.

### 2. könyv
Suka elmondja  Paríkisitnek, hogy ha valaki hamarosan meghal, akkor fel kell szabadítania magát a halálfélelemtől, mentesítenie magát az eddigi kötöttségek gondjai alól. Már nem létezik  öröm, otthon, és család. Szabályozni kell úgy a lélegzetet, mint az elme gondolatait és a szent Om (Aum) szótagra kell koncentrálni. Az ember elsődleges feladata a  jóga és a bhakti fejlesztése, hogy a   Bhagavan (a szerencsét birtokló, virágzó jóság) természetét felszabadítsa.  Válaszul Paríksit kérdéseire, Suka elmeséli az avatárák (Visnu megtestesülései) létrehozásának okait, és a tíz avatára jellemzőit.

### 3. könyv
Vidura, különböző szent helyeken folytatott  zarándoklatai  biztosítják a hátteret a 3. könyv  történeteihez és spirituális tanításaihoz. A Jamuna folyóhoz közel Vidura találkozik Uddhavával, aki elhozza neki a hírt a  kuruksétrai háborúról (a Mahábhárata vége), és arról, hogy  Krisna elhagyja ezt a világot. Később találkozik a bölcs Maitréjával, aki elmeséli neki a világ teremtését, az idő természetét és felosztását.  Hiranjakasziput és Hiranjaksza születésének és ez utóbbi halálának története Visnu egyik avatárájának, a vadkan képében megjelenő Varáhának köszönhető.  Fontos történet a Dévahutiról és fiáról, Kapiláról szóló szöveg: ebben szó esik arról, hogy Kapila a Számkhja tanításai segítségével elérte a végső felszabadulást.

### 4. könyv
Ebben a könyvben Daksáról  és áldozatáról van szó. Daksa kigúnyolja lányai füle hallatára Sivát, annak ellenére, hogy tudja, egyik lánya, Daksajani, Siva hitvese. Daksajani ezért megrója apját, ám mivel tiszteletlenül viselkedett vele szemben, feláldozza önmagát az áldozati tűzben. Ekkor nyeri el új nevét, Szatit.  Ez a tette szolgáltatja az alapját a későbbi hitvesi önfeláldozásnak, annak az indiai hagyománynak, amikor az özvegyek tűzre vetik magukat férjük halála után (szati).  A másik történet ugyanebben a könyvben Dhruvának a híres bhaktának a vezekléséről és Visnunak szánt áldozatairól  szól. Végül a Pracseta testvérek útját meséli el, ahogy eljutottak a felszabaduláshoz.

### 5. könyv
Ez a könyv Manu fiainak és azok gyermekeinek történetét meséli el. Szerepel a könyvben Bharáta, a hindu és dzsain teológia legendás indiai uralkodója is. A könyv elmeséli a világegyetem felépítését, a föld , nap, hold és a planéták elrendezést, majd a föld alatti világokat ismerteti, a 28 pokol  kialakítását.

### 6. könyv
A könyv tartalmazza Adzsámila történetét, aki  életét bűnben élte le, de élete végén elérte a legfelsőbb isten, Visnu létezési szintjét pusztán azáltal, hogy Visnu nevét (Narajana) folyamatosan ismételgette. Szó esik a könyvben a Pracseta testvérek fiairól, illetve Agni győzelméről Visvarúpa,  a háromfejű démon felett. A könyv végén megszületnek a Maruták, a viharistenek,  Rudra  gyermekei.

### 7. könyv
A könyv legfontosabb része Hiranjakasziput démon történetét meséli el, amely a démon halálával végződik, amikor Visnu negyedik inkarnációja, avatárája, Naraszimha, az ember-oroszlán elpusztítja őt.  Hiranjakasziput fia, Prahláda imádta Visnut, ezért apja mérges lett rá, el akarta pusztítani.  Visnu megmentette a fiút, majd győzedelmeskedett Hiranjakasziput felett. A szöveg tartalmazza a dharmáról szóló értekezéseket, leírja a varnák (kasztok természetét és jelentőségét, majd az emberi élet négy fokozatát (ásrámok) ismerteti.

### 8. könyv
A könyv a hat mantavantara periódust (Manu életének időszakait) ismerteti (→Hindu időszámítás) és a hét eljövendő Manu életét. Fontos szerep jut a Visnu avatáráknak, itt lép színre a Vámana, a törpe, aki lépéseivel kijelöli az univerzumot, ezzel legyőzi az önelégült Balit.  A könyv leírja a tejóceán köpülését, amelynek során az istenek szent italát az amritát  próbálták kinyerni belőle. Megjelenik Kurma,  a teknős,  Visnu isten második megtestesülése, avatárája is, aki  a tejóceán köpülésekor a Mandara-hegyet tartotta a hátán.

### 9. könyv
Ebben a könyvben a jelenlegi  Manu kor leírását találjuk, beleértve a hagyományos történelmi eseményeket és néhány fontos dinasztia ismertetését, például a Szolar-dinasztia által alapított Iksvaku és a Pururavák Hold-dinasztiáját.  A Pancsala-, Magadha-, Kuru-, Anu-, Druhju-, Turvaszu-dinasztiák ismertetésével jutunk el a Jadu-dinasztiáig, és megjelennek  Krisna szülei  Vaszudéva és Devaki.

### 10. könyv
A tizedik könyv a leghosszabb a Bhágavatamon belül, közel egynegyedét foglalja el a teljes műnek. Krisnának szentelték, ez a könyv a felelős a Bhágavata-purána széles körű népszerűségéért. A könyv Krisna életét írja le, tartalmazza a legismertebb történeteit, Krisna megjelenik itt mint csintalan gyermek, aki ellopja a vajat, de láthatjuk mint az  isteni gyermek, aki az egész univerzumot magában hordja. megjelenik  fiúként, aki megöli a démonokat és egy egész hegyet egy ujjal képes megemelni, de kedvességének és varázslatos személyiségének a tehénpásztorok feleségei (a gopik) képtelenek ellenállni.
Míg a Mahábhárata és a Bhagavad Gita bemutatja Krisnát diplomata, államfő vagy tanító szerepben, ebben a könyvben Krisna hangulatos és a költők által számtalanszor megénekelt játékairól és elfoglaltságairól olvashatuk. Krisna megjeleníti  bensőséges kapcsolatát Istennel, ezzel kitűzi az emberi létezés legmagasabb célját.

### 11. könyv
A Jadava-dinasztia pusztulása, beleértve Krisnát és összes rokonát, egy brahmin átkának következménye, ezt az átkot maga Krisna a sugallta.   A könyv utolsó fejezete Krisna felemelkedését írja le a Vaikunthába. Az utolsó fejezetet Uddhava-gítának is nevezik, mivel ez a szakasz tartalmazza Krisna kedves barátjához, Uddhavához intézett intelmeit.  A könyv 7-9. fejezete Avadhuta kedvteléseit tárgyalja.

### 12. könyv
Magadha eljövendő uralkodóit jósolja meg ez a könyv a veszedelmes Kali-jugán keresztül, amelynek végén a világ megsemmisül. A történet vezérfonala Pariksit király halála, amikor az egy kígyómadár marása következtében életét veszti, egyúttal meghiúsítja fia, Dzsanamedzsaja  kígyóáldozatát is. A szöveg végezetül befejezi a kötetfolyam tíz jellemző karakterét Markandeja    életének leírásával, összegzi a Bhágavatam mondanivalóját, és hitet tesz amellett, hogy a Bhágavatam a legnagyszerűbb a puránák között.

## Jelentősége a hinduizmusban
Mint a brahminok irodalmi nyelvén írt munka, évszázadokon át jelentős kommentárokat, magyarázatokat generált.  Népszerűsége  a mai napig töretlen, bár a szövegmagyarázatokat  az indiai és diaszpórában élő közösségekben   még ma is áthatja a népszerű hinduizmus.  A szöveg  sokrétű értelmezését, feldolgozását  megtaláljuk úgy a templomi liturgiában mint az építészetben, táncokban, drámákban, és újabban a filmekben. A szöveg szolgáltat alapot  több nagy észak-indiai vallási hagyomány rituális gyakorlatához, valamint számtalan tánc- és a drámaiskola oktatási anyagához.  Mai népszerűségét Indiában az a tény tanúsítja, hogy a Gita Press (olcsó kiadású népszerű hindu vallási szövegek  észak-indiai kiadója) eddig több mint 400 000 példányban adta ki a  Bhágavata-puránát. India minden nagyobb népi nyelvére lefordították.   Az elmúlt években ez a  purána már  széles körben ismert lett  a  nyugati olvasóközönség  számára is, jelentősége a növekvő hindu diaszpóra miatt is egyre nő.

## Magyarul
- Bhaktivinód Thákur: A Bhágavata; ford. Bányay Geyza, Vida Dénes; Magyar Vaisnava Hindu Egyesület, Bp., 1989 (Selyemút sorozat)
- Srímad Bhágavatam I–X., The Bhaktivedanta Book Trust, h. n., 2008, ISBN 91-7149-052-3